# Presentazione della Vergine al Tempio (Tintoretto)
La Presentazione della Vergine al Tempio è un dipinto del pittore veneziano Tintoretto realizzato intorno al 1551-1556 e conservato nella Chiesa della Madonna dell'Orto a Venezia.

## Descrizione
Il soggetto del dipinto è la presentazione della Beata Vergine Maria, tratto dai vangeli apocrifi e festività della Chiesa. Maria bambina sale una scalinata ripida e incurvata alla cui sommità il sacerdote pronto ad accoglierla.

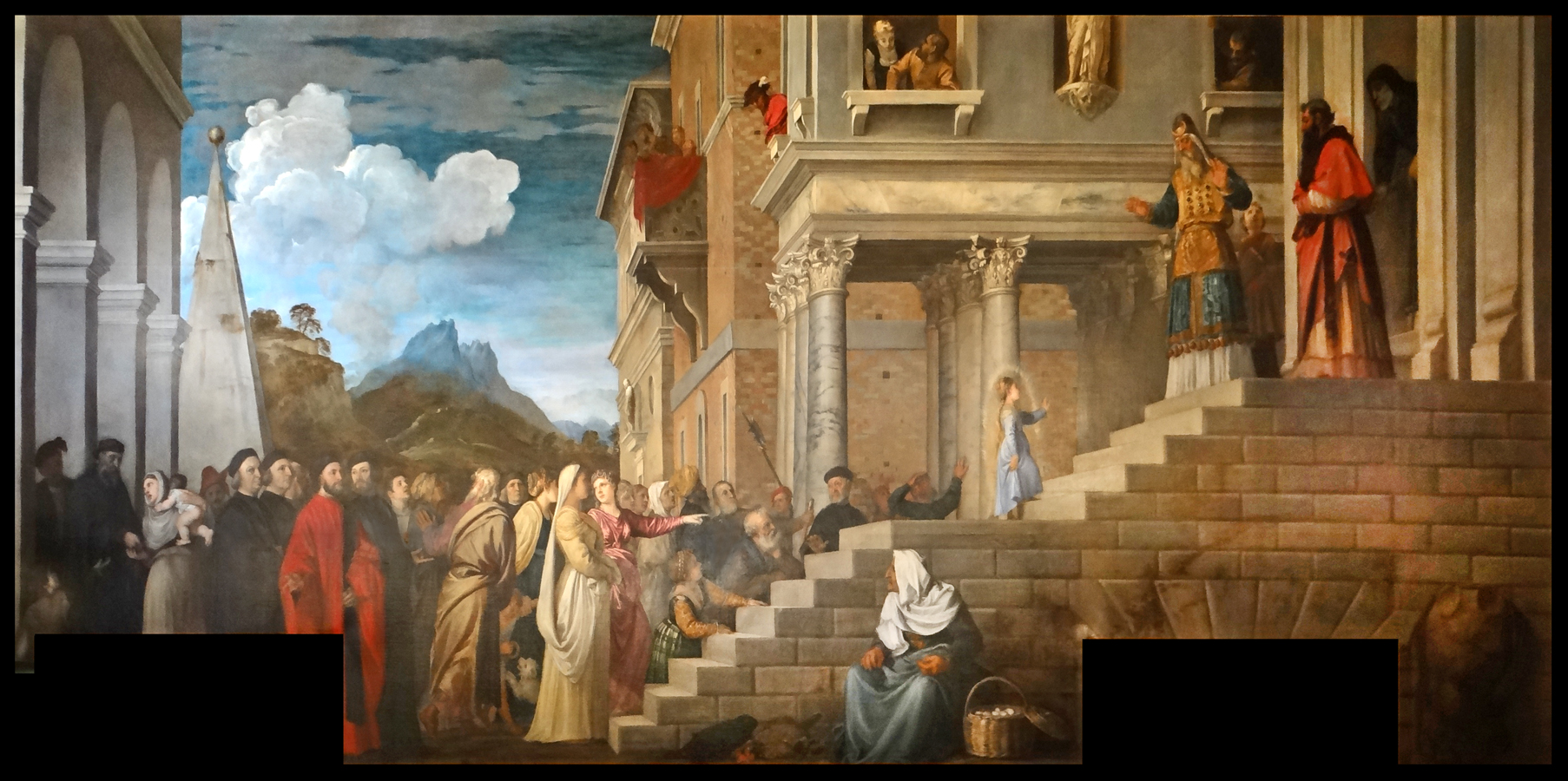
La Presentazione di Maria al Tempio intorno al 1534-1538 del Tiziano.

Il Tiziano aveva già dipinto lo stesso soggetto; nella sua versione, il Tintoretto mette impegno a travalicare quella di Tiziano in quanto esalta nella scenografia la scalinata ripida e Maria bambina delineata contro il cielo.
Degna di nota la parte sinistra del dipinto, più ombrosa.
Il dipinto in origine era diviso in due parti perché fu concepito come decorazione per gli sportelli dell'organo. Le parti vennero poi ricucite insieme nel '700.

## Critici d'arte
Il Vasari si espresse così: